# Штаб Верховного головнокомандувача ОЗС НАТО в Європі
Штаб Верховного головнокомандувача ОЗС НАТО в Європі (англ. Supreme Headquarters Allied Powers Europe, SHAPE) — центральний штаб збройних сил НАТО в Європі. З 1967 року і до цього часу штаб розташований у містечку Касто, що на півночі від бельгійського міста Монс, з 1951 до 1967 року — штаб-квартира розміщувалась у Парижі (поруч із Версалем).

## Історія
Інтегрована військова структура НАТО була створена тоді, коли постало питання щодо міцності в оборонній сфері Альянсу на території Європи, а передусім, від можливого вторгнення СРСР. Першим командиром в Європі став генерал армії США Дуайт Ейзенхауер, який керував висадкою союзників у Нормандії і командував військами Союзників проти Німеччини під час Другої світової війни. 19 грудня 1950 року Північноатлантична рада затвердила генерала Ейзенхауера, як першого верховного головнокомандувача ОЗС НАТО в Європі.
У тому ж грудні 1950 року було оголошено, що до щойно сформованих сил НАТО у Європі під командуванням генерала Ейзенхауера увійде 7-ма армія Сполучених Штатів, Рейнська армія з 2-ї піхотної, 7-ї і 11-ї бронетанкової дивізій, три французькі дивізії, що базуються в Німеччині, Австрії, Данії, Бельгії, незалежні норвезькі бригади в Західній Німеччині, а також американські і британські гарнізони, що перебувають в Австрії, Трієсті та Берліні.
У січні 1951 року Ейзенхауер прибув з невеликою групою проектувальників до Парижа і швидко приступив до своїх обов'язків. Його першочерговим завдання було створення спеціальної структури нового європейського командування силами НАТО в Європі. Група з планування працювала в готелі «Асторія», що в центрі Парижа.
Через чотири дні після прибуття Ейзенхауера в Париж, 5 січня 1951 року італійський міністр оборони оголосив, що три італійських дивізії повинні також бути обов'язково включені у ряди Атлантичної армії, і що ці підрозділи підпадають під особистий контроль Ейзенхауера.

### Первісна структура штабу
2 квітня 1951 року генерал Ейзенхауер підписав указ про активізацію військ союзного командування в Європі і створення 4-х округів: центрального (AFCENT), північного (AFNORTH), південного (AFSOUTH) і середземноморського (AFMED).
До 1967 року сили Атлантичної армії у Європі складалися з союзних військ Північної Європи (зі штаб-квартирою в Осло), союзних військ Центральної Європи (штаб-квартира у Фонтенбло), союзних військ Південної Європи (штаб-квартири в Парижі/Неаполі) і Середземноморських військ зі штаб-квартирою на Мальті (у 1967 році розформована).
Командирами у 1957 році були:
- Верховний головнокомандувач ОЗС НАТО в Європі — генерал Лауріс Норстад, США.
- Заступник верховного головнокомандувача ОЗС НАТО в Європі — фельдмаршал Монтгомері Аламейн, Велика Британія.
- Начальник штабу — генерал Куртланд Ван Шайлер, США.
- Командир союзних військ Північної Європи — генерал-лейтенант Сесіл Сагден, Велика Британія.
- Командир союзних військ Центральної Європи — генерал Жан-Етьєн Валуу, Франція.
- Командир союзних військ Південної Європи — адмірал Брістоль, США.
- Командир союзних військ Середземномор'я — адмірал сер Ральф Едвардс, Велика Британія.

### Навчання
Протягом 1952 року стратегічним командуванням проведено чотири види навчань для союзників ВПС Центральної Європи з метою досягнення переваги у повітрі над Центральною Європою, а також з метою забезпечити підтримку з повітря сухопутних військ союзних сил. Командував навчаннями генерал Лауріс Норстад — верховний головнокомандувач ОЗС НАТО в Європі (з 1956 по 1963 р.).
Інші види тактичних навчань під умовно кодовою назвою «повітря-земля» були проведені спільно з французькою і американською арміями під командуванням Альфонса Жюена — маршала французької авіації. До цих навчань була залучена 150 000 армія, до якої увійшли збройні сили Великої Британії, Нідерландів, Бельгії та Канади.
У свою чергу союзні війська Північної Європи взяли участь у навчаннях наземних маневрів під командуванням генерала Річарда Нельсона. Маневри проводилися на схід від річки Рейн в британській і американській зонах окупованої Німеччини.
Усі навчання були інійційовані вищим керівництвом Штабу ОЗС НАТО в Європі з метою попередити можливе вторгнення радянський військ. Під час навчань була створена стратегія «повітря-земля», яку пізніше, у 1954 році, проголосив тодішній верховний головнокомандувач ОЗС НАТО в Європі — генерал Альфред Грюнтер, зокрема він сказав:
|  | У нас є (...) щит, який, хоч все ще не досить міцний, аби змусити ворога відступити, але він може стати ефективним (...) Це команда «повітря-земля», яка буде боротися в разі нападу до кінця (...). |

У 1957 році генерал Лауріс Норстад, зазначив, що радянські війська і країни Варшавського договору переважають силами, тому закликав до збільшення військового контингенту НАТО у Центральній Європі. У тому ж році союзним командуванням ОЗС в Європі були проведені: операція «Counter Punch», яка розтягнулася по всьому європейському континенту, серія багатосторонніх військово-морських навчань «Strikeback», які були зосереджені на східній частині північноєвропейського флангу НАТО і метою яких було імітування тотального радянського нападу, операція «Deep Water», в якій взяли участь штурмові сили НАТО, що розтягнулися вздовж південного флангу НАТО в Середземному морі. Також з метою поліпшення бойової готовності Альянсу були запроваджені щорічні осінні навчання FALLEX.

### Перенесення штаб-квартири

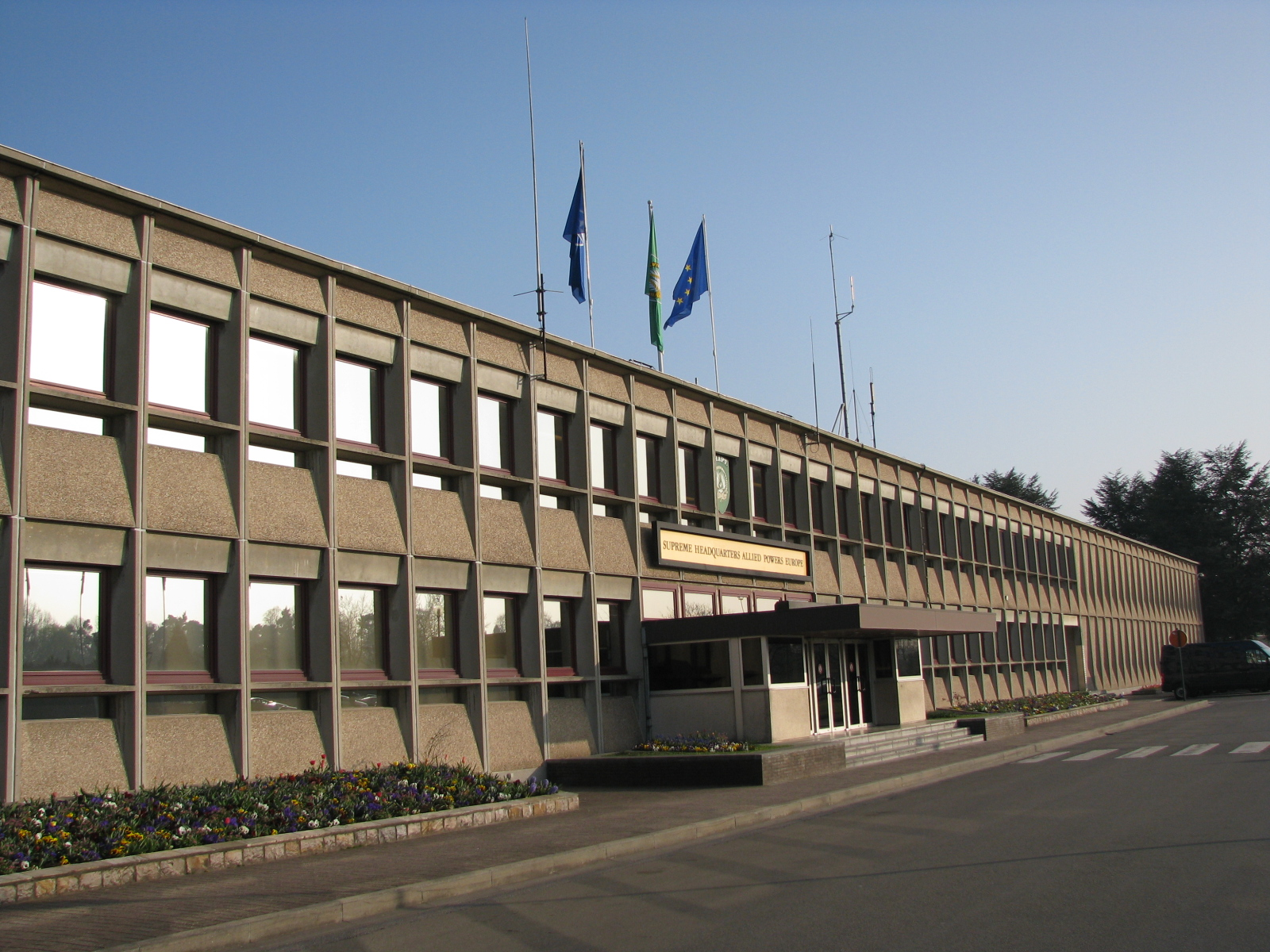
Штаб-квартира Стратегічне командування ОЗС НАТО в Європі в Монсі (Бельгія)

З 1951 по 1967 рік штаб-квартира об'єднаного командування ОЗС НАТО в Європі знаходилась у Парижі. Але через вихід Франції з інтегрованої військової структури НАТО постало питання щодо перенесення усіх стратегічних об'єктів НАТО (в тому числі штаб-квартири командування ОЗС НАТО) з території Французької Республіки.
Образа Франції на військову структуру НАТО назрівала роками. Французький уряд послідовно дорікав, що командування силами НАТО постійно переходить від рук Великої Британії до рук США і навпаки. Французький вплив на структуру вгасав, а тому у лютому 1966 році Президент Франції Шарль де Голль заявив, що враховуючи зміну світового порядка, його країна виходить з Альянсу. Французька влада після виходу офіційна заявила, що всі об'єкти НАТО і союзних військ Центральної Європи повинні залишити територію Франції якнайшвидше, але не пізніше квітня 1967 року.
Після голосливої заяви Франції допомогу Альянсу запропонував бельгійський уряд, який погодився надати місце для штаб-квартири ОЗС НАТО в Європі та інших важливих стратегічних об'єктів Альянсу. Генерал Ліман Лемніцер, тодішній верховний головнокомандувач ОЗС НАТО в Європі, сподівався, що штаб буде розташований поряд з штаб-квартирою НАТО, як це і було в Парижі, але бельгійська влада заявила, що штаб повинен бути розташований на відстані не менше ніж 50 кілометрів від Брюсселя. Було запропоновано містечко-табір Касто, що у 2 км від Монса. У вересні 1966 року Альянс погодився на пропозицію Бельгії і 31 березня 1967 року відбулася офіційна церемонія відкриття нової штаб-квартири стратегічного командування ОЗС НАТО в Європі.
Процес виходу Франції з військового блоку запустив механізм реформ в середині ОЗС НАТО. Насамперед, постали військові труднощі у південному окрузі. І, як наслідок, 5 червня 1967 року були розформовані союзні війська Середземномор'я.

### Структура у 1970-ті, 1980-ті, 1990-ті роки
| - Союзні війська Північної Європи - Союзні війська Північної Норвегії - Союзні війська Південної Норвегії - Союзні війська Балтії - Сухопутні війська Шлезвіг-Гольштейн та Ютландії - Союзні сухопутні війська Данії - Союзні ВПС Данії - Союзні ВМС Данії - ВПС Великої Британії - Allied Command Europe Mobile Forces - Сили раннього повітряного попередження | - Союзні війська Центральної Європи - Північна група військ - Центральна група військ - Allied ВПС - Allied Tactical Air Force - Allied Tactical Air Force | - Союзні війська Південної Європи - Сухопутні війська Південної Європи - Сухопутні війська Південно-Східної Європи - Allied ВПС - Військово-морські сили Південної Європи - ВПС Середземномор'я - Підводний флот Середземномор'я - Командування Західного Середземномор'я - Командування Центрального Середземномор'я - Командування Східного Середземномор'я - Командування Північно-Східного Середземномор'я |

## Сучасна структура
У 2003 році була розроблена нова структура стартегічного командування силами НАТО у Європі. Було створено 3 штаби союзного командування операціями:
- Allied Joint Force Command Brunssum (штаб-квартира в Брунсумі, Нідерланди):
  - Allied Air Command
  - Allied Maritime Command
  - Allied Force Command Heidelberg
- Allied Joint Force Command Lisbon (штаб-квартира в Лісабоні, Португалія):
- Allied Joint Force Command Naples (штаб-квартира в Неаполі, Італія):
  - Allied Air Command İzmir
  - Allied Maritime Command Naples
  - Allied Force Command Madrid

У проміжку між 2003 і 2006 роками була створена ще одна категорія сил «Rapid Deployable», головним завданням яких було поліпшити гнучкість сухопутних військ. Вони складалися з 6-ти корпусів:
- британський корпус в Глостері;
- нідерландський корпус в Мюнстері;
- італійський корпус неподалік Мілана;
- турецький корпус неподалік Стамбула[20];
- іспанський корпус в Валенсії[21];
- грецький корпус у Салоніках.

Як третій ешелон сил швидкого реагування зі штаб-квартирою в Щецині (Польща) було створено багатонаціональний корпус.
У 2013 році командні пункти Гейдельберга та Мадрида були закриті, враховуючи їх непотрібність, та через скорочення фінансування об'єднаного командування НАТО в Європі.
На сьогодні союзне командування операцій має такий вигляд:
- Allied Joint Force Command Brunssum (Нідерланди)
- Allied Joint Force Command Naples (Італія)

За цими двома основними оперативними штабами закріплені складові командні пункти — Allied Air Command at Ramstein, Allied Land Command at Izmir та Allied Maritime Command at Northwood.

## Верховні головнокомандувачі ОЗС НАТО в Європі
|        | Ім'я                           | Зображення | Країна походження | Початок повноважень | Кінець повноважень |
| ------ | ------------------------------ | ---------- | ----------------- | ------------------- | ------------------ |
| 1.     | Генерал армії Дуайт Ейзенхауер |            | США               | 2 квітня 1951       | 30 травня 1952     |
| 2.     | Генерал Метью Ріджвей          |            | США               | 30 травня 1952      | 11 липня 1953      |
| 3.     | Генерал Альфред Грюнтер        |            | США               | 11 липня 1953       | 20 листопада 1956  |
| 4.     | Генерал Лауріс Норстад         |            | США               | 20 листопада 1956   | 1 січня 1963       |
| 5.     | Генерал Ліман Лемніцер         |            | США               | 1 січня 1963        | 1 липня 1969       |
| 6.     | Генерал Ендрю Гудпастер        |            | США               | 1 липня 1969        | 15 грудня 1974     |
| 7.     | Генерал Александр Гейг         |            | США               | 15 грудня 1974      | 1 липня 1979       |
| 8.     | Генерал Бернард Роджерс        |            | США               | 1 липня 1979        | 26 червня 1987     |
| 9.     | Генерал Джон Галвін            |            | США               | 26 червня 1987      | 23 червня 1992     |
| 10.    | Генерал Джон Шалікашвілі       |            | США               | 23 червня 1992      | 22 жовтня 1993     |
| 11.    | Генерал Джордж Джоулвен        |            | США               | 22 жовтня 1993      | 11 липня 1997      |
| 12.    | Генерал Уеслі Кларк            |            | США               | 11 липня 1997       | 3 травня 2000      |
| 13.    | Генерал Джозеф Ральстон        |            | США               | 3 травня 2000       | 17 січня 2003      |
| 14.    | Генерал Джеймс Логан Джонс     |            | США               | 17 січня 2003       | 7 грудня 2006      |
| 15.    | Генерал Банц Кредок            |            | США               | 7 грудня 2006       | 2 липня 2009       |
| 16.    | Адмірал Джеймс Ставрідіс       |            | США               | 2 липня 2009        | 13 травня 2013     |
| 17.    | Генерал Філіп Брідлав          |            | США               | 13 травня 2013      | 4 травня 2016      |
| 18.    | Генерал Кертіс Скапаротті      |            | США               | 4 травня 2016       | травень 2019       |
| 19.    | Генерал Тод Волтерс            |            | США               | травень 2019        | 4 липня 2022       |
| 19.    | Генерал Крістофер Каволі       |            | США               | 4 липня 2022        | на посаді          |
| [ 25 ] |                                |            |                   |                     |                    |

## Заступники верховних головноковандувачів НАТО в Європі
|     | Ім'я                              | Зображення | Країна походження | Початок повноважень | Кінець повноважень |
| --- | --------------------------------- | ---------- | ----------------- | ------------------- | ------------------ |
| 1.  | фельдмаршал Бернард Монтгомері    |            | Велика Британія   | 2 квітня 1951       | 23 вересня 1958    |
| 2.  | Генерал Річард Нельсон Гейл       |            | Велика Британія   | 23 вересня 1958     | 22 вересня 1960    |
| 3.  | Генерал Х'ю Стоквел               |            | Велика Британія   | 22 вересня 1960     | 1 січня 1964       |
| 4.  | Маршал повітряних сил Томас Пайка |            | Велика Британія   | 1 січня 1964        | 1 березня 1967     |
| 5.  | Генерал Роберт Брей               |            | Велика Британія   | 1 березня 1967      | 1 грудня 1970      |
| 6.  | Генерал Десмонд Фіцпатрік         |            | Велика Британія   | 1 грудня 1970       | 12 листопада 1973  |
| 7.  | Генерал Джон Мок                  |            | Велика Британія   | 12 листопада 1973   | 12 березня 1976    |
| 8.  | Генерал Гаррі Туззо               |            | Велика Британія   | 12 березня 1976     | 2 листопада 1978   |
| 9.  | Генерал Герд Шмокле               |            | Німеччина         | 3 січня 1978        | 1 квітня 1980      |
| 10. | Генерал Джек Харман               |            | Велика Британія   | 2 листопада 1978    | 9 квітня 1981      |
| 11. | Адмірал Гюнтер Лютер              |            | Німеччина         | 1 квітня 1980       | 1 квітня 1982      |
| 12. | Маршал повітряних сил Пітер Террі |            | Велика Британія   | 9 квітня 1981       | 16 липня 1984      |
| 13. | Генерал Гюнтер Кісслінг           |            | Німеччина         | 1 квітня 1982       | 2 квітня 1984      |
| 14. | Генерал Ханс-Йоахім Мак           |            | Німеччина         | 3 квітня 1984       | 1 жовтня 1987      |
| 15. | Генерал Едвард Берджесс           |            | Велика Британія   | 16 липня 1984       | 26 червня 1987     |
| 16. | Генерал Джон Ахекарст             |            | Велика Британія   | 26 червня 1987      | 17 січня 1990      |
| 17. | Генерал Еберхарл Емлер            |            | Німеччина         | 1 жовтня 1987       | 2 жовтня 1990      |
| 18. | Генерал Браян Кенні               |            | Велика Британія   | 17 січня 1990       | 5 квітня 1993      |
| 19. | Генерал Дітер Клаус               |            | Німеччина         | 2 жовтня 1990       | 1 липня 1993       |
| 20. | Генерал Джон Уотерс               |            | Велика Британія   | 5 квітня 1993       | 12 грудня 1994     |
| 21. | Генерал Джеремі Маккензі          |            | Велика Британія   | 12 грудня 1994      | 30 листопада 1998  |
| 22. | Генерал Руперт Смітт              |            | Велика Британія   | 30 листопада 1998   | 17 вересня 2001    |
| 23. | Генерал Дітер Стокман             |            | Німеччина         | 17 вересня 2001     | 18 вересня 2002    |
| 24. | Адмірал Райнер Фест               |            | Німеччина         | 18 вересня 2002     | 1 жовтня 2004      |
| 25. | Генерал Джон Райт                 |            | Велика Британія   | 1 жовтня 2004       | 22 жовтня 2007     |
| 26. | Генерал Джон Макколл              |            | Велика Британія   | 22 жовтня 2007      | березень 2011      |
| 27. | Генерал Річард Ширрефф            |            | Велика Британія   | березень 2011       | березень 2014      |
| 28. | Генерал Адріан Бредшоу            |            | Велика Британія   | березень 2014       | березень 2017      |
| 29. | Генерал Джеймс Еверард            |            | Велика Британія   | березень 2017       | 2020               |
| 30. | Генерал Тім Редфорд               |            | Велика Британія   | квітень 2020        | на посаді          |